# クレマン・ベル
クレマン・ルイ・マリー・アンヌ・ベル（Clément-Louis-Marie-Anne Belle、1722年11月16日 - 1806年9月29日）は、フランスの画家である。

## 略歴
パリで生まれた。父親は、フランスに亡命していたジェームズ2世の宮廷や、フランス国王の王族の肖像画を描いた画家のアレクシス・シモン・ベル（1674-1734）で、母親はオランダ出身の書店主の娘で、版画家として働いたマリー・ニコル・ホルテルメル（Marie-Nicolle Horthemels: 1689-??）である。母親の2人の姉たちも版画家として働き、それぞれ宮廷版画家のニコラ＝アンリ・タルデュー（Nicolas-Henri Tardieu: 1674-1749）と有力な版画家のシャルル＝ニコラ・コシャン（1715-1790）と結婚していた。母親から絵を学び、1734年に父親が亡くなった後、母親は、クレマンを有力な画家、フランソワ・ルモワーヌ（1688-1737）のもとで修行させ、1745年からはイタリアに修行にでた。
イタリアに約10年間滞在し、イタリアの巨匠たちの作品を研究し、教皇ベネディクト14世からの特別な許可を得て、バチカン宮殿のラファエロの間のラファエロが描いたフレスコ画の一部を模写することもできた。
フランスに戻ると1755年に王立ゴブラン工場の美術監督に任命された。1761年に王立絵画彫刻アカデミーの会員に選ばれた。1765 年にアカデミーの教授の称号を得た。1785年に学長補佐に任じられた。
ベルは30年以上ゴブラン工場の仕事を続けたが、フランス革命の後の1791年から1793年にベルやジャン＝フランソワ・ピエール・ペイロン、ジョゼフ＝ローラン・マレーヌ（Joseph-Laurent Malaine: 1745-1809）といった画家たちはゴブラン工場を解雇された。
1806年にパリで没した。息子のオーギュスタン＝ルイ・ベル（Augustin-Louis Belle: 1757-1841）は画家になり、1793年にゴブラン工場の監督になった。監督制度が廃止された後も、復古王政の初期までゴブラン工場で働いた。

## 作品

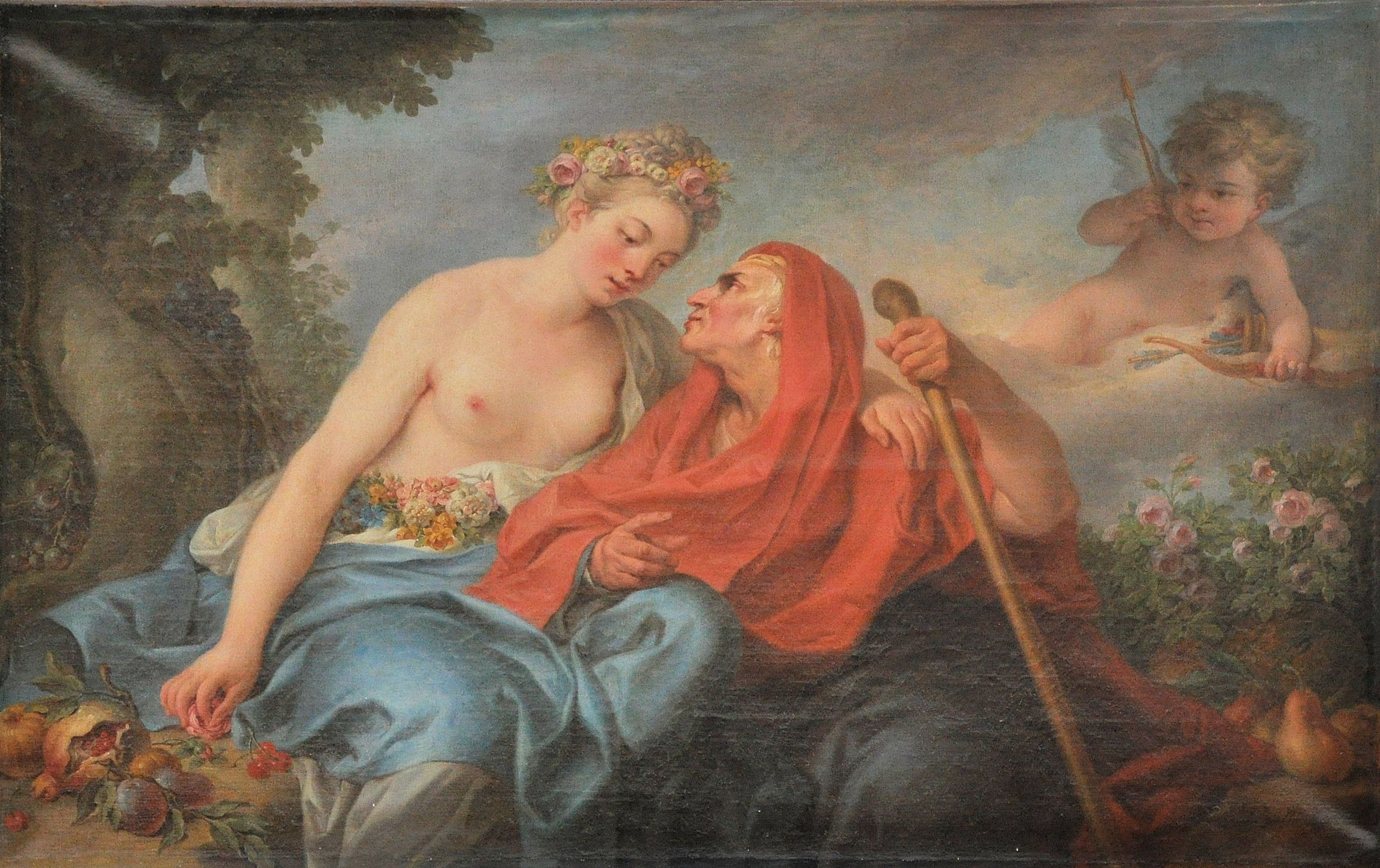
ウェルトゥムヌスとポモナ (1772) ヴェルサイユ宮殿
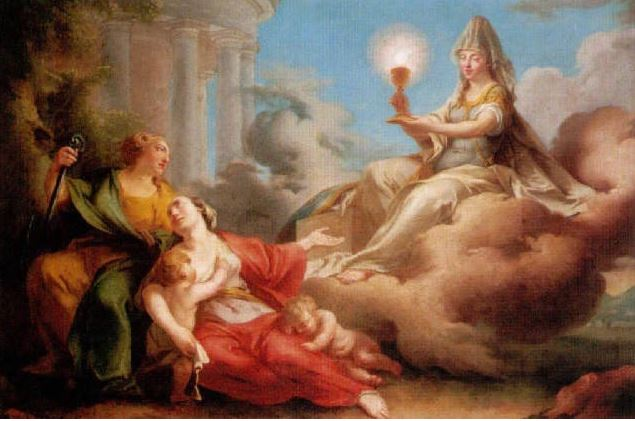
3つの美徳:信仰、希望、慈愛
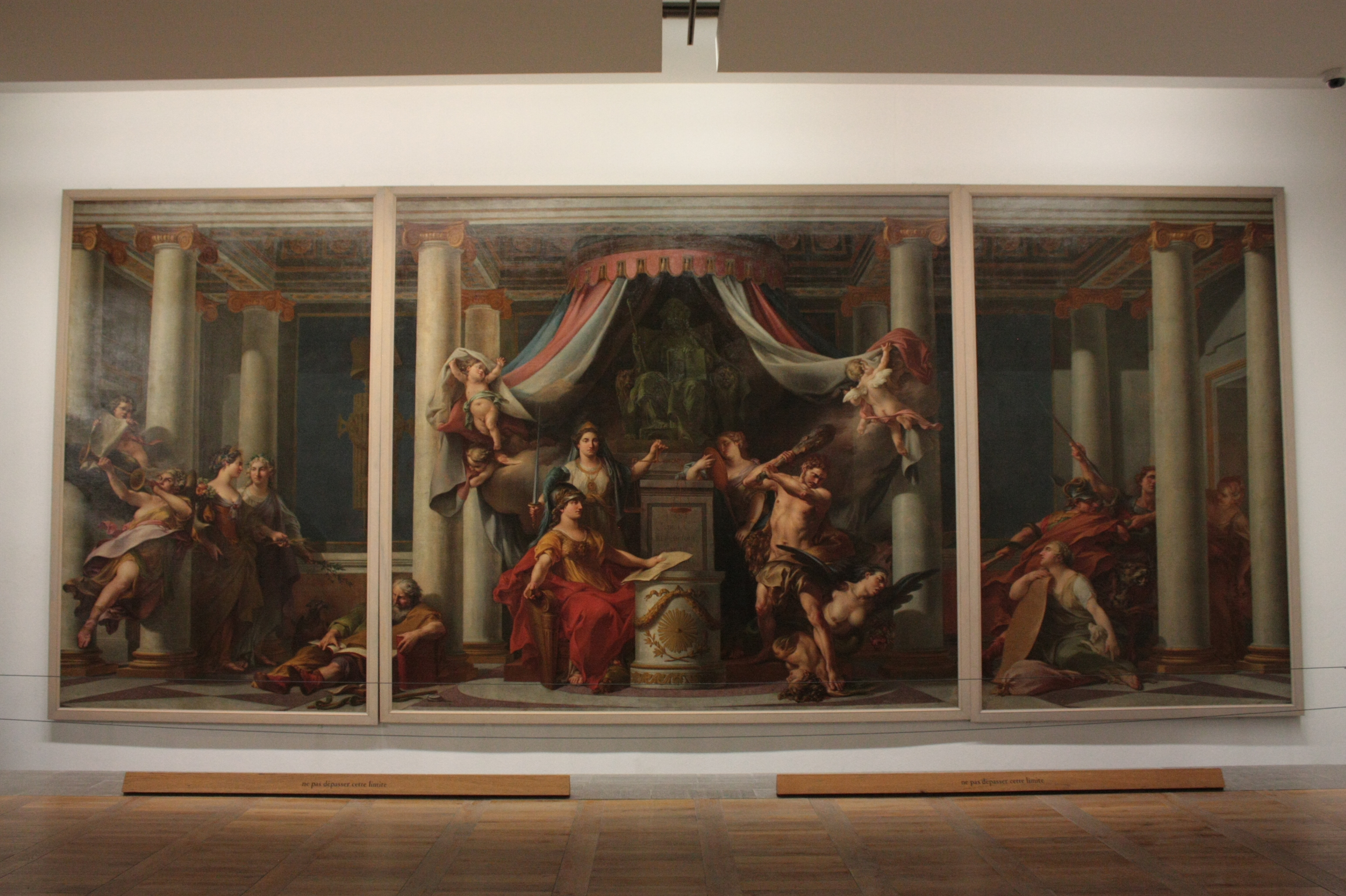
革命の寓意画:憲法の実現による悪徳からの解放 (1788/1794) Musée de la Révolution française